# Good Thing (Fine Young Cannibals)
Good Thing è un singolo del gruppo musicale britannico Fine Young Cannibals, pubblicato nel 1989 e tratto dall'album The Raw & the Cooked.